# 獨眼龍 (漫威漫畫)
獨眼龍（英語：Cyclops）是出現在漫威漫畫出版物《X戰警》中的超級英雄虛構人物。本名史考特·桑瑪斯（Scott Summers）。首次出現於《X戰警》第1期（1963年九月）；由史丹·李與傑克·科比所繪。
獨眼龍的超能力是從眼睛射出強力鐳射，只要睜眼就會一直發射，只有閉眼才能停止，所以必須依靠特製眼鏡控制。他通常被視為第一個X戰警和團隊的領導者。
IGN將獨眼龍排名過去40年來漫威最突出的X戰警第1名，並在其2011年度100漫畫英雄排名第39位。2008年，嚮導雜誌將獨眼龍排名最偉大的200漫畫人物第106名。

## 性格與理念
身為X戰警的隊長，獨眼龍是一個性格溫和而理智的人，而且目光長遠，但偶爾也會表現出自我懷疑的一面，有時亦會為了未來而作出一些十分冷血的決定。
相比的極度溫和派的X教授或極端派的萬磁王，獨眼龍的領導理念可說是介於兩人之間，他繼承了導師X教授和人類和平相處的方針，但在面對反變種人的勢力時則會像萬磁王那樣採取極端的手段將其消滅。

## 虛構傳記
史考特·桑瑪斯在緋紅女巫因為痛失愛子而引發變種人幾乎滅絕的危機後為了確保變種人繼續存在而強行要求年輕的變種人們接受各種戰鬥訓練，雖然有著積極的效果，但卻引來了金鋼狼和藍獸等人的不滿而導致X戰警分裂。
在《復仇者聯盟 VS X戰警》中，史考特深信霍普·桑瑪斯是復興變種人的關鍵，於是將霍普留在身邊受訓，等待時機讓她成為鳳凰之力的宿主，但復仇者聯盟認為鳳凰之力是毀滅的力量，不可當作兒戲，美國隊長便和史考特對峙要他將霍普交出來，史考特否決並先發制人攻擊美國隊長，大戰就此開始，之後史考特在月球上意外地和白皇后、鋼人、秘客和納摩被分裂成五份的鳳凰之力附身，成為鳳凰五使之一，得到神一般的力量，連復仇者聯盟中的強者如雷神索爾、黑寡婦和石頭人等都遭到擊敗，並用鳳凰的力量讓各地人民不再挨餓，攻滅凶兆城市，弭平各地戰亂，強迫各國交出軍武並銷毀，認為以鳳凰五使的力量統治世界便可帶來和平，持反對意見的復仇者們在帶走霍普後遭到鳳凰五使的追捕，同樣身為鳳凰五使之一的納摩襲擊復仇者和霍普藏身的瓦干達，他掀起浪潮淹沒瓦干達，緋紅女巫使出渾身解數終於將納摩擊倒，而納摩的力量也離開了他去到了其他四人體內，讓他們更強大，暴風女和X教授認為鳳凰五使的其他四個人已經走火入魔，遂倒戈幫助復仇者，在一次戰鬥中，蜘蛛人用言語挑撥鋼人和秘客兄妹，使他們內鬥而雙雙倒地，獨眼龍和白皇后也承接了他們兄妹的鳳凰之力，卻再也無法控制自己的思緒，在最終大戰中，復仇者聯盟偕同X戰警圍攻鳳凰二人，獨眼龍為了獲取更強大的力量而襲擊白皇后將她擊倒，終於得到完全的鳳凰之力，成為了黑鳳凰，他首先將被視為威脅的恩師X教授殺死，地球也受到其暴虐的強大力量所影響，全球開始出現世界末日的徵兆，最後霍普利用從崑崙學到的新力量和緋紅女巫合作擊敗了獨眼龍，事後獨眼龍被監禁在紅石英建造的牢房中。

## 能力
獨眼龍能從眼部發射出具有熱量的紅色光束，而且光束的能量是無窮無盡的。威力強大得甚至可以摧毀小行星和亞德曼合金，但獨眼龍因為畏懼的緣故而甚少把能力釋放至最大。獨眼龍亦可以吸收發射光束時的衝擊波而讓他不受影響地行動。
能量的來源原本設定是獨眼龍可以透過身體來吸收太陽的能量將其儲存後再發射出來，現在則設定為其雙眼連結著另一個充滿類似光子的粒子的空間，該粒子在移動到現實空間後便會變成具有強烈動能的紅色光束，獨眼龍本身亦具有某種精神力量，可以保持雙眼和這個空間的聯繫，同時體內會生成力場以保護其內臟不受到該能量帶來的傷害。
由於獨眼龍無法控制是否要釋放光束，所以他必須隨時戴著一副由紅石英製成的護目鏡，可以利用護目鏡旁和手套上的開關來調節光束的大小和威力，該護目鏡所保持的振動頻率可以有效地阻擋粒子光束。
在X教授的教導下，獨眼龍亦具備卓越的領導能力，他豐富的作戰經驗使他能很好地領導其他X戰警的成員，X教授亦表示獨眼龍比自己更適合擔任領導者，連萬磁王在加入X戰警後也對他心服口服。

## 其他媒體

### 電視
- 《X戰警》
- 《X戰警 '97》

### 電影
- X戰警電影系列
  - 由詹姆斯·馬斯登飾演年長版鐳射眼。
    - 《X戰警》（2000年）
    - 《X戰警2》（2003年）
    - 《X戰警：最後戰役》（2006年）
    - 《X戰警：未來昔日》（2014年）：客串。

  - 由提姆·波科克飾演青年版的鐳射眼。
    - 《X戰警：金鋼狼》（2009年）

  - 由泰·謝里丹飾演較年輕的鐳射眼。
    - 《X戰警：天啟》（2016年）
    - 《死侍2》（2018年）：客串。
    - 《X戰警：黑鳳凰》（2019年）
- 漫威電影宇宙：由詹姆斯·馬斯登回歸飾演年長版鐳射眼。
  - 《復仇者聯盟：末日之戰》（2026年）

### 遊戲
- 《MARVEL未來之戰》：手機遊戲，獨眼龍是玩家可使用角色之一。
- 《漫威超級戰爭》

## 外部連結
- Cyclops UncannyXmen.net （页面存档备份，存于）
- Cyclops ComicVine.com （页面存档备份，存于）
- Cyclops MarvelDirectory.com （页面存档备份，存于）
- The Summers Family Tree
- 互联网电影数据库上獨眼龍的资料